# Indoors Arena Tour (Jean-Michel Jarre)
Indoors Arena Tour es una gira mundial del artista y compositor francés Jean-Michel Jarre entre los años 2009 y 2011, donde recorrió varios países de Europa y Líbano en Asia; y, finalmente, en el 2012 llegaría a América (y por primera vez a Sudamérica) y el resto de Asia.

## Características de la gira
Esta gira comenzó el 4 de mayo de 2009 en el pabellón Fonix Csarnok de la localidad húngara de Debrecen acompañado por Francis Rimbert, Dominique Perrier y Claude Samard (parte 1). A fines de 2009 se confirmó que la gira seguiría hasta septiembre de 2010 en más ciudades del Viejo Continente y se agregaría un país del Próximo Oriente asiático (Líbano)(partes 2 y 3); nuevamente confirmando más locaciones a mediados de aquel año, para octubre, noviembre y diciembre (parte 4). Hasta principios de diciembre de 2010 se presumía de que la gira seguiría prolongándose para el 2011, hecho que se confirmó el 20 del mismo mes ratificando más conciertos en Europa para noviembre del 2011, ampliándose la lista en abril de 2011 hasta mediados de octubre y un concierto a fines de mayo, y nuevamente en agosto de 2011 hasta principios de octubre (parte 5).
Sin embargo, un tema que ha sido largamente discutido ha sido si Jarre, a través de esta gira, volverá a pisar tierras americanas (volviendo a Estados Unidos, donde hizo su concierto Rendez-vous Houston el año 1986; y así también llegar por primera vez a Sudamérica, Canadá y México, este último donde en 1991 tuvo que suspender un concierto). En este sentido, tanto en su Twitter oficial como en su Blog ha dado a entender de que la gira el 2011 llegará a los otros continentes (dándole el carácter de "Gira mundial") diciendo principalmente que "We're working on it! Hope to be there next year!! Thanks" ("¡Estamos trabajando en ello! ¡¡Esperamos estar el año que viene allí!! Gracias"); no oficializándose nada, hasta el mismo 20 de diciembre de 2010, en que la página "Newsletter Jean-Michel Jarre" menciona que efectivamente la gira llegará a América y Asia durante el 2011 aun cuando la página oficial de Jarre no confirma ningún concierto. Pero, confirmándose la quinta parte (también europea) y debido al transcurso del año, finalmente las posibilidades de que en el año mencionado llegase Jarre a América fueron disminuyendo hasta definitivamente descartarse que ese año llegaría.
Mientras, en las redes sociales mencionadas (agregándose además Facebook) muchos fanes especulan su presencia en sus respectivos países y realizan grupos para que efectivamente el artista llegue.

## Partes de la gira
Las partes confirmadas de esta gira son:

### Parte 1
Comenzó el 4 de mayo de 2009 (como ya mencionamos) en Debrecen (Hungría); y terminó el 30 del mismo mes en Zúrich (Suiza). Además de los mencionados, hace conciertos en República Checa, Polonia, Dinamarca (2 conciertos), Suecia (3 conciertos), Noruega, Finlandia, Reino Unido (4 conciertos), Países Bajos, Bélgica y Alemania.

#### Temas de la primera parte
1. Industrial Revolution, part 2 - de Revolutions
2. Les Chants Magnetiques, part 1 - de Les Chants Magnetiques
3. Equinoxe, part 7 - de Equinoxe
4. Theremin Piece
5. Oxygene, part 2 - de Oxygene
6. Oxygene, part 12 - de Oxygene 7-13
7. Thirth Rendez-Vous - de Rendez-Vous
8. Souvenir of China - de The Concerts in China
9. Les Chants Magnetiques, part 2 - de Les Chants Magnetiques
10. Oxygene, part 5 - de Oxygene
11. Variation 3 - de Oxygene, New Master Recording
12. Equinoxe, part 4 - de Equinoxe
13. Equinoxe, part 5 - de Equinoxe
14. Chronologie, part 6 - de Chronologie
15. Chronologie, part 2 - de Chronologie
16. Calypso, part 3 - de Waiting for Cousteau
17. Oxygene, part 4 - de Oxygene
18. Second Rendez-Vous - de Rendez-Vous

Y en algunos conciertos:
- Industrial Revolution, part 2 (reprise)
- Oxygene, part 4 (reprise)

#### Fechas de la primera parte de la gira
| Fecha                       | Ciudad     | País            | Lugar                   | Espectadores |
| --------------------------- | ---------- | --------------- | ----------------------- | ------------ |
| Primera parte - Europa 2009 |            |                 |                         |              |
| 4 de mayo de 2009           | Debrecen   | Hungría         | Főnix Hall              | sin datos    |
| 5 de mayo de 2009           | Ostrava    | República Checa | CEZ Arena               | sin datos    |
| 6 de mayo de 2009           | Breslavia  | Polonia         | Hala Stulecia           | sin datos    |
| 8 de mayo de 2009           | Aarhus     | Dinamarca       | Atletion NRGi Arena     | sin datos    |
| 9 de mayo de 2009           | Herning    | Dinamarca       | Hall M                  | sin datos    |
| 11 de mayo de 2009          | Malmö      | Suecia          | Malmö Arena             | sin datos    |
| 12 de mayo de 2009          | Gotemburgo | Suecia          | Scandinavium            | sin datos    |
| 13 de mayo de 2009          | Oslo       | Noruega         | Spektrum                | sin datos    |
| 14 de mayo de 2009          | Estocolmo  | Suecia          | Hovet                   | sin datos    |
| 16 de mayo de 2009          | Helsinki   | Finlandia       | Hartwall Arena          | sin datos    |
| 20 de mayo de 2009          | Glasgow    | Reino Unido     | Clyde Auditorium @ SECC | sin datos    |
| 22 de mayo de 2009          | Londres    | Reino Unido     | Wembley Arena           | sin datos    |
| 23 de mayo de 2009          | Mánchester | Reino Unido     | Evening News Arena      | sin datos    |
| 24 de mayo de 2009          | Birmingham | Reino Unido     | National Indoor Arena   | sin datos    |
| 26 de mayo de 2009          | Ámsterdam  | Países Bajos    | Heineken Music Hall     | sin datos    |
| 27 de mayo de 2009          | Bruselas   | Bélgica         | National Indoor Arena   | sin datos    |
| 28 de mayo de 2009          | Coblenza   | Alemania        | Sporthalle Oberwerth    | sin datos    |
| 30 de mayo de 2009          | Zúrich     | Suiza           | AG Hallenstadion        | sin datos    |

### Parte 2
Comenzó el 1º de marzo de 2010 en Katowice (Polonia); y termina el 28 del mismo mes en Lieja (Bélgica). Además de estos, también realizó conciertos en Alemania (9 conciertos) y Francia (8 conciertos).

#### Temas de la segunda parte
1. Intro
2. Oxygene, part 1 - de Oxygene
3. Oxygene, part 2 - de Oxygene
4. Les Chants Magnetiques, part 1 - de Les Chants Magnetiques
5. Equinoxe, part 7 - de Equinoxe
6. Equinoxe, part 5 - de Equinoxe
7. Thirth Rendez-Vous - de Rendez-Vous
8. Les Chants Magnetiques, part 2 - de Les Chants Magnetiques
9. Souvenir of China - de The Concerts in China
10. Oxygene, part 5 - de Oxygene
11. Variation 3 - de Oxygene, New Master Recording
12. Theremin Piece
13. Equinoxe, part 4 - de Equinoxe
14. Statistics Adagio
15. Industrial Revolution, part 2 - de Revolutions
16. Second Rendez-Vous - de Rendez-Vous
17. Fourth Rendez-Vous - de Rendez-Vous
18. Chronologie, part 6 - de Chronologie
19. Chronologie, part 2 - de Chronologie
20. Oxygene, part 4 - de Oxygene
21. Oxygene, part 12 - de Oxygene 7-13
22. Calypso, part 3 - de Waiting for Cousteau

#### Fechas de la segunda parte de la gira
| Fecha                             | Ciudad      | País     | Lugar                            | Espectadores |
| --------------------------------- | ----------- | -------- | -------------------------------- | ------------ |
| Segunda parte - Europa Marzo 2010 |             |          |                                  |              |
| 1 de marzo de 2010                | Katowice    | Polonia  | Spodek                           | sin datos    |
| 3 de marzo de 2010                | Brunswick   | Alemania | Volkswagen Halle                 | sin datos    |
| 4 de marzo de 2010                | Hamburgo    | Alemania | Color Line Arena                 | sin datos    |
| 5 de marzo de 2010                | Berlín      | Alemania | Max-Schmeling-Halle              | sin datos    |
| 6 de marzo de 2010                | Oberhausen  | Alemania | König-Pilsener Arena             | sin datos    |
| 9 de marzo de 2010                | Stuttgart   | Alemania | Porsche Arena                    | sin datos    |
| 11 de marzo de 2010               | Leipzig     | Alemania | Leipzig Arena                    | sin datos    |
| 12 de marzo de 2010               | Bamberg     | Alemania | JAKO Arena                       | sin datos    |
| 13 de marzo de 2010               | Múnich      | Alemania | Olympiahalle                     | sin datos    |
| 14 de marzo de 2010               | Mannheim    | Alemania | SAP Arena                        | sin datos    |
| 17 de marzo de 2010               | Burdeos     | Francia  | Patinoire Mériadeck              | sin datos    |
| 18 de marzo de 2010               | Nantes      | Francia  | Zenith                           | sin datos    |
| 20 de marzo de 2010               | Marsella    | Francia  | Le Dôme                          | sin datos    |
| 21 de marzo de 2010               | Niza        | Francia  | Palais Nikaïa                    | sin datos    |
| 23 de marzo de 2010               | Toulouse    | Francia  | Zenith                           | sin datos    |
| 24 de marzo de 2010               | Lyon        | Francia  | Halle Tony Garnier               | sin datos    |
| 25 de marzo de 2010               | París       | Francia  | Palais Omnisports de Paris-Bercy | sin datos    |
| 26 de marzo de 2010               | Estrasburgo | Francia  | Zenith                           | sin datos    |
| 28 de marzo de 2010               | Lieja       | Bélgica  | Country Hall Ethias              | sin datos    |

### Parte 3
Se inició el 24 de mayo del mismo año en Budapest (Hungría); y terminó en Beirut (Líbano) (siendo el primer concierto de la gira fuera de Europa) el 18 de septiembre del mismo año. En esta parte de la gira también visitó nuevamente República Checa y Noruega, y fue por primera vez en la gira a Eslovaquia, Grecia (2 conciertos), Rumania, Turquía (en Estambul, parte europea de Turquía) y España.
Respecto de este último, el compositor realizó un gran concierto el 31 de julio de 2010 de manera gratuita en la Plaza del Obradoiro en la ciudad de Santiago de Compostela (noroeste de España) con motivo de la celebración del año Jacobeo, utilizando las escalinatas de acceso a la catedral como escenario y al propio templo como lienzo inmejorable en el que proyectar la amalgama de efectos visuales de la gira. El espectáculo contó con alrededor de 8.000 personas, la cual se completó horas antes del concierto, siendo mucha la gente que se tuvo que conformar con ver el concierto en una pantalla gigante situada en la cercana Plaza de la Quintana, colindante a la fachada trasera de la catedral. Además, el concierto fue emitido para toda Galicia por el primer canal de la TVG, y para todo el mundo a través de su canal internacional y de su emisión por internet.

#### Temas de la tercera parte
Los mismos que los de la segunda parte pero sin Oxygene, part 1.

#### Fechas de la tercera parte de la gira
| Fecha                                                     | Ciudad                 | País            | Lugar                                                                                | Espectadores |
| --------------------------------------------------------- | ---------------------- | --------------- | ------------------------------------------------------------------------------------ | ------------ |
| Tercera parte - Europa/Medio Oriente Mayo-Septiembre 2010 |                        |                 |                                                                                      |              |
| 24 de mayo de 2010                                        | Budapest               | Hungría         | Budapest Sports Arena                                                                | sin datos    |
| 26 de mayo de 2010                                        | Liberec                | República Checa | Tipsport Arena                                                                       | sin datos    |
| 27 de mayo de 2010                                        | Bratislava             | Eslovaquia      | Sibamac Arena                                                                        | sin datos    |
| 30 de mayo de 2010                                        | Salónica               | Grecia          | The Earth Theater (al aire libre)                                                    | sin datos    |
| 1 de junio de 2010                                        | Atenas                 | Grecia          | Faliro Pavilion                                                                      | sin datos    |
| 3 de junio de 2010                                        | Bucarest               | Rumanía         | Sala Polivalenta                                                                     | sin datos    |
| 15 de junio de 2010                                       | Estambul               | Turquía         | Turkcell Kurucesme Arena (al aire libre)                                             | sin datos    |
| 31 de julio de 2010                                       | Santiago de Compostela | España          | Plaza del Obradoiro (al aire libre)                                                  | 8.000        |
| 28 de agosto de 2010                                      | Oslo                   | Noruega         | Akerhus Festning (al aire libre) Fue invitado para cerrar el Festnigen 2010 Festival | sin datos    |
| 18 de septiembre                                          | Beirut                 | El Líbano       | Beirut Souks                                                                         | sin datos    |

### Parte 4
Se inició el 30 de septiembre de 2010 en Tours, Francia; y terminará también en Francia, pero en la ciudad de Pau el 11 de diciembre del mismo año. En esta parte de la gira, realizará 17 conciertos en su país, repitiéndose nuevamente el concierto su natal Lyon (en el cual ya había realizado un concierto en el marco de la gira en la 2º parte). Además de Francia estará nuevamente en Reino Unido (5 conciertos), Suiza, Polonia (4 conciertos), Eslovaquia, Países Bajos y Bélgica. Por primera vez en la gira estará en Irlanda.

#### Temas de la cuarta parte
La misma que la tercera parte solo que en el último concierto de la gira (Pau, Francia) se agregó Fourth Rendez-vous (reprise) y se alteró el orden final, quedando los últimos temas de la siguiente manera:
19. Oxygene, part 12 - de Oxygene 7-13

20. Oxygene, part 4 - de Oxygene

21. Calypso, part 3 - de Waiting for Cousteau

22. Fourth Rendez-vous (reprise)

#### Fechas de la cuarta parte de la gira
| Fecha                                           | Ciudad           | País         | Lugar                                | Espectadores |
| ----------------------------------------------- | ---------------- | ------------ | ------------------------------------ | ------------ |
| Cuarta parte - Europa Septiembre-Diciembre 2010 |                  |              |                                      |              |
| 30 de septiembre de 2010                        | Tours            | Francia      | Le Grand Hall                        | sin datos    |
| 3 de octubre de 2010                            | Glasgow          | Reino Unido  | Braehead Arena                       | sin datos    |
| 4 de octubre de 2010                            | Dublín           | Irlanda      | 3Arena                               | sin datos    |
| 6 de octubre de 2010                            | Cardiff          | Reino Unido  | Cardiff International Arena          | sin datos    |
| 8 de octubre de 2010                            | Birmingham       | Reino Unido  | NIA Academy                          | sin datos    |
| 9 de octubre de 2010                            | Mánchester       | Reino Unido  | Manchester Arena                     | sin datos    |
| 10 de octubre de 2010                           | Londres          | Reino Unido  | O2 Arena Concierto "London 10-10-10" | sin datos    |
| 13 de octubre de 2010                           | Clermont-Ferrand | Francia      | Zénith d'Auvergne                    | sin datos    |
| 14 de octubre de 2010                           | Limoges          | Francia      | Zénith                               | sin datos    |
| 15 de octubre de 2010                           | Ruan             | Francia      | Zénith Grand Quevilly                | sin datos    |
| 16 de octubre de 2010                           | Lille            | Francia      | Zénith Grand Palais                  | sin datos    |
| 4 de noviembre de 2010                          | Lyon             | Francia      | Halle Tony Garnier                   | sin datos    |
| 5 de noviembre de 2010                          | Ginebra          | Suiza        | Geneva Arena                         | sin datos    |
| 6 de noviembre de 2010                          | Amneville        | Francia      | Amphitheatre Le Galaxie              | sin datos    |
| 7 de noviembre de 2010                          | Dijon            | Francia      | Zénith                               | sin datos    |
| 11 de noviembre de 2010                         | Gdansk           | Polonia      | Hala Gdańsk-Sopot                    | sin datos    |
| 13 de noviembre de 2010                         | Płock            | Polonia      | Orlen Arena                          | sin datos    |
| 14 de noviembre de 2010                         | Breslavia        | Polonia      | Hala Stulecia                        | sin datos    |
| 15 de noviembre de 2010                         | Rzeszów          | Polonia      | Hala Podpromie                       | sin datos    |
| 24 de noviembre de 2010                         | Brest            | Francia      | Parc De Penfeld                      | sin datos    |
| 25 de noviembre de 2010                         | Caen             | Francia      | Zénith                               | sin datos    |
| 26 de noviembre de 2010                         | Amiens           | Francia      | Zénith                               | sin datos    |
| 27 de noviembre de 2010                         | Róterdam         | Países Bajos | Ahoy                                 | sin datos    |
| 1 de diciembre de 2010                          | Épernay          | Francia      | Millesium                            | sin datos    |
| 2 de diciembre de 2010                          | Orleans          | Francia      | Zénith                               | sin datos    |
| 3 de diciembre de 2010                          | Amberes          | Bélgica      | Sportpaleis                          | sin datos    |
| 8 de diciembre de 2010                          | Saint-Etienne    | Francia      | Zénith                               | sin datos    |
| 9 de diciembre de 2010                          | Toulon           | Francia      | Zénith                               | sin datos    |
| 10 de diciembre de 2010                         | Montpellier      | Francia      | Zénith                               | sin datos    |
| 11 de diciembre de 2010                         | Pau              | Francia      | Zénith                               | sin datos    |

### Parte 5
Esta parte fue confirmada a fines de 2010 y está programada hasta fines de 2011. Inicialmente comenzaría el 31 de octubre de 2011 en Fráncfort del Meno (Alemania); pero en abril de 2011 se confirmaron más conciertos, entre estos 5 previos al del 31 de octubre, por lo que ahora comenzaría en Turku (Finlandia) el 25 de octubre. Terminará en Zúrich (Suiza) el 20 de noviembre.
En julio de 2011 confirmaron más fechas, anticipando el comienzo de esta parte al 9 de octubre en Sofía, Bulgaria. En esta nueva lista de conciertos se destacan dos que se realizarán en Rusia, país que Jarre solo ha visitado dos veces y una de estas donde realizó su destacado concierto "Oxygene in Moscow" el año 1997.
Además, se incluye en esta parte del concierto que Jarre realizó el 29 de mayo en el Jelling Musikfestival 2011 (en la ciudad de Jelling, Dinamarca), el cual fue confirmado en abril de 2011. Este concierto coincidió con el lanzamiento de su nuevo álbum Essentials & Rarities, el que se puso a la venta un día después (30 de mayo).

#### Temas de la parte 5
1. Intro
2. Oxygene, part 2 - de Oxygene
3. Equinoxe, part 7 - de Equinoxe
4. Equinoxe, part 5 - de Equinoxe
5. Thirth Rendez-Vous - de Rendez-Vous
6. Les Chants Magnetiques, part 2 - de Les Chants Magnetiques
7. Souvenir of China - de The Concerts in China
8. Oxygene, part 5 - de Oxygene
9. Variation 3 - de Oxygene, New Master Recording
10. Theremin Piece
11. Equinoxe, part 4 - de Equinoxe
12. Statistics Adagio
13. Chronologie, part 1 - de Chronologie (solo en algunos conciertos)
14. Industrial Revolution, part 3 - de Revolutions
15. Second Rendez-Vous - de Rendez-Vous
16. Fourth Rendez-Vous - de Rendez-Vous
17. Chronologie, part 2 - de Chronologie
18. Oxygene, part 4 - de Oxygene
19. Oxygene, part 12 - de Oxygene 7-13
20. Chronologie, part 4 - de Chronologie (solo en los conciertos en Sofia y en Belgrado)
21. Teo & Tea - de Teo & Tea
22. Vintage - de Teo & Tea
23. Calypso, part 3 - de Waiting for Cousteau

#### Fechas de la quinta parte de la gira
| Fecha                      | Ciudad             | País            | Lugar                                                  | Espectadores |
| -------------------------- | ------------------ | --------------- | ------------------------------------------------------ | ------------ |
| Quinta parte - Europa 2011 |                    |                 |                                                        |              |
| 29 de mayo de 2011         | Jelling            | Dinamarca       | Jelling Musikfestival (a.k.a. "Jelling Musikfestival") |              |
| 9 de octubre de 2011       | Sofía              | Bulgaria        | Arena Sofia                                            |              |
| 10 de octubre de 2011      | Belgrado           | Serbia          | Belgrade Arena                                         |              |
| 11 de octubre de 2011      | Zagreb             | Croacia         | Arena Zagreb                                           |              |
| 14 de octubre de 2011      | Kiev               | Ucrania         | Palace of Sports                                       |              |
| 16 de octubre de 2011      | Kaunas             | Lituania        | Zalgiris Arena                                         |              |
| 18 de octubre de 2011      | Moscú              | Rusia           | Crocus City Hall                                       |              |
| 20 de octubre de 2011      | San Petersburgo    | Rusia           | The New Arena                                          |              |
| 22 de octubre de 2011      | Turku              | Finlandia       | HK Arena                                               |              |
| 25 de octubre de 2011      | Estocolmo          | Suecia          | Hovet                                                  |              |
| 26 de octubre de 2011      | Oslo               | Noruega         | Spektrum                                               |              |
| 28 de octubre de 2011      | Bergen             | Noruega         | Vestlandshallen                                        |              |
| 31 de octubre de 2011      | Fráncfort del Meno | Alemania        | Festhalle                                              |              |
| 1 de noviembre de 2011     | Hanóver            | Alemania        | TUI Arena                                              |              |
| 3 de noviembre de 2011     | Hamburgo           | Alemania        | O2 World                                               |              |
| 4 de noviembre de 2011     | Dortmund           | Alemania        | Westfalenhalle                                         |              |
| 5 de noviembre de 2011     | Colonia            | Alemania        | Lanxessarena                                           |              |
| 7 de noviembre de 2011     | Dresde             | Alemania        | Messehalle                                             |              |
| 8 de noviembre de 2011     | Berlín             | Alemania        | O2 World                                               |              |
| 9 de noviembre de 2011     | Erfurt             | Alemania        | Messehalle                                             |              |
| 10 de noviembre de 2011    | Tréveris           | Alemania        | Arena                                                  |              |
| 12 de noviembre de 2011    | Brno               | República Checa | Hala Rondo                                             |              |
| 13 de noviembre de 2011    | Katowice           | Polonia         | Spodek                                                 |              |
| 14 de noviembre de 2011    | Varsovia           | Polonia         | Torwar                                                 |              |
| 15 de noviembre de 2011    | Bydgoszcz          | Polonia         | Hala Luczniczka                                        |              |
| 17 de noviembre de 2011    | Viena              | Austria         | Stadthalle                                             |              |
| 19 de noviembre de 2011    | Múnich             | Alemania        | Olympiahalle                                           |              |
| 20 de noviembre de 2011    | Zúrich             | Suiza           | AG Hallenstadion                                       |              |

## Estadísticas
Conciertos de la gira por país
Hasta los confirmados al 23 de diciembre de 2010.
| País            | Parte 1 | Parte 2 | Parte 3 | Parte 4 | Parte 5 | Total |
| --------------- | ------- | ------- | ------- | ------- | ------- | ----- |
| Francia         | 0       | 8       | 0       | 17      | 0       | 25    |
| Alemania        | 1       | 9       | 0       | 0       | 10      | 20    |
| Reino Unido     | 4       | 0       | 0       | 5       | 0       | 9     |
| Polonia         | 1       | 1       | 0       | 4       | 3       | 9     |
| Noruega         | 1       | 0       | 1       | 0       | 2       | 4     |
| Suecia          | 3       | 0       | 0       | 0       | 1       | 4     |
| Bélgica         | 1       | 1       | 0       | 1       | 0       | 3     |
| Dinamarca       | 2       | 0       | 0       | 0       | 1       | 3     |
| República Checa | 1       | 0       | 1       | 0       | 1       | 3     |
| Suiza           | 1       | 0       | 0       | 1       | 1       | 3     |
| Finlandia       | 1       | 0       | 0       | 0       | 1       | 2     |
| Grecia          | 0       | 0       | 2       | 0       | 0       | 2     |
| Hungría         | 1       | 0       | 1       | 0       | 0       | 2     |
| Países Bajos    | 1       | 0       | 0       | 1       | 0       | 2     |
| Rusia           | 0       | 0       | 0       | 0       | 2       | 2     |
| Austria         | 0       | 0       | 0       | 0       | 1       | 1     |
| Bulgaria        | 0       | 0       | 0       | 0       | 1       | 1     |
| Croacia         | 0       | 0       | 0       | 0       | 1       | 1     |
| Eslovaquia      | 0       | 0       | 1       | 0       | 0       | 1     |
| España          | 0       | 0       | 1       | 0       | 0       | 1     |
| Irlanda         | 0       | 0       | 0       | 1       | 0       | 1     |
| Líbano          | 0       | 0       | 1       | 0       | 0       | 1     |
| Lituania        | 0       | 0       | 0       | 0       | 1       | 1     |
| Rumania         | 0       | 0       | 1       | 0       | 0       | 1     |
| Serbia          | 0       | 0       | 0       | 0       | 1       | 1     |
| Turquía         | 0       | 0       | 1       | 0       | 0       | 1     |
| Ucrania         | 0       | 0       | 0       | 0       | 1       | 1     |

| TOTAL | 18 | 19 | 10 | 30 | 27 | 104 |